# Etiopien i olympiska sommarspelen 1956
Etiopien deltog med 12 deltagare vid de olympiska sommarspelen 1956 i Melbourne. Ingen av landets deltagare erövrade någon medalj.